# Pritzker-díj
A Pritzker-díjat (mely az alapító, Jay A. Pritzker nevét viseli) 1979 óta osztja ki élő építészeknek a Hyatt Alapítvány. Nyertesei 100 000 dollárt kapnak. A vele járó szakmai elismerés miatt a díjat olykor „építészeti Nobel-díjnak” is nevezik.

## A díjazottak listája
- 1979: Philip Johnson –  Egyesült Államok (1906–2005)
- 1980: Luis Barragán –  Mexikó (1902–1988)
- 1981: James Stirling –  Egyesült Királyság (1924–1992)
- 1982: Kevin Roche –  Egyesült Államok /  Írország
- 1983: I. M. Pei –  Egyesült Államok (kínai születésű)
- 1984: Richard Meier –  Egyesült Államok
- 1985: Hans Hollein –  Ausztria
- 1986: Gottfried Böhm –  Németország
- 1987: Tange Kenzó –  Japán (1913–2005)
- 1988: Gordon Bunshaft –  Egyesült Államok (1909–1990) és Oscar Niemeyer –  Brazília
- 1989: Frank Gehry –  Egyesült Államok (kanadai születésű)
- 1990: Aldo Rossi –  Olaszország (1931–1997)
- 1991: Robert Venturi –  Egyesült Államok
- 1992: Álvaro Siza Vieira –  Portugália
- 1993: Fumihiko Maki –  Japán
- 1994: Christian de Portzamparc –  Franciaország
- 1995: Andó Tadao –  Japán
- 1996: Rafael Moneo –  Spanyolország
- 1997: Sverre Fehn –  Norvégia
- 1998: Renzo Piano –  Olaszország
- 1999: Sir Norman Foster –  Egyesült Királyság
- 2000: Rem Koolhaas –  Hollandia
- 2001: Jacques Herzog és Pierre de Meuron –  Svájc
- 2002: Glenn Murcutt –  Ausztrália
- 2003: Jørn Utzon –  Dánia
- 2004: Zaha Hadid –  Irak /  Egyesült Királyság
- 2005: Thom Mayne –  Egyesült Államok
- 2006: Paulo Mendes da Rocha –  Brazília
- 2007: Richard Rogers –  Egyesült Királyság (Olaszországban, Firenzében született)
- 2008: Jean Nouvel –  Franciaország
- 2009: Peter Zumthor –  Svájc
- 2010: Szedzsima Kazujo és Nisizava Rjúe  (SANAA) –  Japán
- 2011: Eduardo Souto de Moura –  Portugália
- 2012: Vang Su –  Kína
- 2013: Itó Tojoo –  Japán
- 2014: Ban Sigeru –  Japán
- 2015: Frei Otto –  Németország
- 2016: Alejandro Aravena –  Chile
- 2017: Rafael Aranda, Carme Pigem, Ramón Vilalta (RCR Arquitectes) –  Spanyolország
- 2018: Balkrishna Doshi –  India
- 2019: Iszozaki Arata[1] –  Japán
- 2020: Yvonne Farrell és Shelley McNamara –  Írország
- 2021: Anne Lacaton és Jean-Philippe Vassal –  Franciaország
- 2022: Diébédo Francis Kéré –  Burkina Faso
- 2023: Sir David Chipperfield –  Egyesült Királyság
- 2024: Riken Yamamoto –  Japán
- 2025: Liu Jiakun -  Kína

## Külső hivatkozások
- A Pritzker-díj hivatalos honlapja
- Pritzker-díjasok az epiteszforum.hu-n